# Vinadio
Vinadio är en ort och kommun i provinsen Cuneo i regionen Piemonte i Italien. Kommunen hade 605 invånare (2018).